# 嘗糞
嘗糞（しょうふん、サンブン、상분）とは、人間の便を舐めて、その味によって診断する方法。古代中国や朝鮮半島の李氏朝鮮時代まで行われたともいわれる。儒教では、親に対して行う場合孝行の一種ととらえられ、説話が残されている。

## 中国

故事「嘗糞憂心」

排泄物による診断の記録は、春秋時代、越王勾践が呉王夫差の下で捕囚の身にある時、勾践が夫差に完全に臣従したと思わせるために、病床の夫差の便を嘗めて病気がじきに治ると言ったという逸話が『呉越春秋・勾践入臣外伝』に見られる。この逸話を由来として「嘗糞」は「人にへつらい恥を知らないこと」としても使われ、お世辞の度が過ぎる輩の事を「嘗糞之徒」という。また、その味は苦かったとされ、苦い熊の胆を舐めこの恥辱を忘れないとの「嘗胆（臥薪嘗胆）」の逸話に通じる。
その後、南北朝時代や唐代の説話にも見受けられる。『二十四孝』や『日記説話』によれば、南斉時代に庾黔婁という役人が父親が病気になったので帰郷すると、医者に便を嘗めてみないと状態が解らないと言われた。庾黔婁は簡単なことだと言って舐めてみると、味が違ったので父の死を悟り、北斗七星に父の身代わりになることを祈ったという「嘗糞憂心」の故事が残っている。『二十四孝』は、日本では御伽草子や寺子屋の教材にも採用されている。

## 朝鮮
今村鞆「朝鮮の孝子烈女」『朝鮮風俗集』には
- 六、親の病のとき其糞を甞める、此れは其味が甘くして滑かなれば全快せず、苦くして粗なれば全快すると云ふ言伝へにより快否を験する為めである。糞には胆汁が働ひて居るから大抵は苦味があろふが、甘味のあるものは恐く有るまひ。[3]

との記述がある。しかしこれらの「孝行」について、
- 実際に於て感嘆に値する孝子が昔より有ったに相違無ひが其真実の孝子の事蹟たるや、却て平々凡々たるものであるから、人目を惹かない結果旌表せられずに、世に埋没せられ、史的事実となって世に顕はれたものは、奇形的孝行で何か突飛な際立った事をやったもの許りである。[4]
- 孝行に偽が多くなった原因は、孝子を一門の名誉とすること甚しく、且兵役の免除、衣服物品の賜与等の利益があった為めである。[5]
- 自分は古書を探して三百人許の孝子を調べて抽象したものが以上の通りである。尽く支那の二十四孝の焼直しである。[6]

と述べ、これら旌表された朝鮮の「孝行」は全て中国の二十四孝の模倣であり、記録に残ったものは奇形的で突飛な物であり、またそれらも誇張が多く信憑性に乏しいとしている。